# Губанов Денис Борисович
Дени́с Бори́сович Губа́нов — капітан Збройних сил України, 79-та окрема аеромобільна бригада.

## Життєпис
У листопаді 2014 року брав участь у боях під Селидовим.

## Нагороди
29 вересня 2014 року — за особисту мужність і героїзм, виявлені у захисті державного суверенітету та територіальної цілісності України, вірність військовій присязі під час російсько-української війни, відзначений — нагороджений орденом «За мужність» III ступеня, пізніше був нагороджений орденом «Богдана Хмельницького» ІІІ ступеня.